# Dans un grand vent de fleurs
Dans un grand vent de fleurs  est une mini-série française en 7 épisodes de 90 minutes, réalisée par Gérard Vergez d'après le roman de Janine Montupet et diffusée à partir du 16 septembre 1996 sur France 2.

## Synopsis
À la suite de la mort de sa mère et de la fuite de son père, Sorenza, devenue orpheline, vit à Grasse, chez les sœurs Beauval, Honorade et Lazarine. Là bas, elle fait la connaissance de Guillaume Garlande, qui revient d'un long voyage et qui est le fils d'un très grand parfumeur de Grasse. Ils tombent très vite amoureux l'un de l'autre.
Mais Guillaume, dont l'entreprise familiale est au bord de la faillite se marie avec Louise, la fille d'un puissant entrepreneur italien. Dépitée, Sorenza se réfugie dans les bras de Félix, qu'elle épouse. Ce dernier est prêt à lui offrir La croix de lumière, le champ de jasmin, qui fut jadis celui de ses parents, qui est sur le point de tomber dans les mains de promoteurs mal intentionnés...

## Distribution
- Rosemarie La Vaullée : Sorenza Salvoni / Flora Salvoni (mère de Sorenza)
- Bruno Wolkowitch : Guillaume Garlande
- Ginette Garcin : Honorade Beauval
- Andrée Damant : Lazarie Beauval
- Marina Vlady : Alexandrine Garlande
- Bernard Verley : Guillaume Garlande Père
- Julien Boisselier : Grégoire Garlande
- Jacques Zabor : Delphin Garlande, frère de Guillaume Garlande Père
- Charles Schneider : Félix
- Raoul Billerey : Clément
- Orso Maria Guerrini : Orso Di Luca
- Adriana Asti : Maria Di Luca
- Agnese Nano : Louise di Luca
- Bernard Ballet : Bertrand Marli
- Judith El Zein : Estelle
- Armand Meffre : Broussoux
- Franck Jazédé : Jacques
- Gilberte Rivet : France
- Richard Sammel : Manfred Von Ritter
- Emmanuel Depoix : Maître Follet, Le notaire
- Lucien Barjon : Léon
- Philippe Paimblanc : Francesco Salvoni
- Marion Anseeuw : Sorenza enfant
- Christian Ameri : Le pilier de bar
- Vittoria Scognamiglio : Giuseppina
- Valérie Bagnou-Beido : Alice
- Phillipe Cheytion : Antoine
- Sarah Goujon : Délia
- Frédéric Gérard : Parfumeur

## Générique
La chanson du générique, Canto di Sorenza, est signée Jean-Claude et Angélique Nachon. Elle est interprétée par Julie Pietri avec le groupe Voce di Corsica (chœur polyphonique corse), Marie-Ange Geronimi et Jackie Micaelli.

## Réception
Cette mini-série contient toutes les ficelles de la saga estivale. Véritable succès de l'automne 1996, elle fut suivie par près de 7 millions de téléspectateurs.

## Lieux de tournage
Le tournage des scènes se déroulant à l'intérieur et dans le jardin à la française de la maison Garlande, a eu lieu au musée d'Art et d'Histoire de Provence situé 2, rue Mirabeau à Grasse. Le restaurant de Félix a pour cadre la place de la Poissonnerie. La place de l'église et le cimetière de Magagnosc ainsi que  l'ancienne usine Roure située 57, avenue Pierre-Semard à Grasse, ont aussi servi de décors. Le terrain de la croix de lumière se trouve au quartier du Castelaras au Rouret. La crique de Guillaume, d'où on aperçoit l'île d'or et sa tour, se situe à Le Dramont, hameau de Saint-Raphaël. Plusieurs scènes ont été tournées à Mandelieu La Napoule dans le port de la Rague et notamment à l'hôtel "Le Riviera Beach" et au restaurant "Le Bistrot de la Rague".